# Шейнин, Борис Соломонович
Борис Соломонович Шейнин (8 ноября 1927, Могилёв — 27 сентября 2017) — российский и советский сценарист и кинорежиссёр.
В 1951 году окончил сценарный факультет ВГИКа.
Заслуженный деятель искусств РФ. Лауреат Ломоносовский премии. Член Союза кинематографистов СССР.
В 1950-1980-х годах — режиссёр киностудии Центрнаучфильм.
Член Антисионистского комитета советской общественности.

## Фильмография

### Сценарист
- 1957 — Это создано человеком
- 1957 — Точное литье
- 1958 — Станком управляют машины
- 1959 — Солнце делает капрон
- 1960 — Наука служит людям
- 1960 — Секрет высокой прочности
- 1961 — Загадки фтора
- 1965 — Мир, к которому надо привыкнуть
- 1969 — Мы здесь родились
- 1972 — Зеркало
- 1972 — Кванты против Ньютона
- 1973 — Итак, аттракционы
- 1973 — Лосось идет
- 1974 — Великий парадокс
- 1974 — Подвиг баталера Новикова
- 1976 — Разум вселенной
- 1977 — Единая энергетическая
- 1977 — Частицы из космоса
- 1978 — Ледовый архипелаг
- 1979 — Орловский эксперимент
- 1979 — Репортаж из НИКФИ
- 1980 — Вижу Россию электрической
- 1981 — Все живое
- 1983 — Академик Б. Н. Петров
- 1983 — Второе открытие гелия
- 1985 — Девочка на фотографии

### Режиссёр
- Вопросы к Б-гу
- Назовите меня Пикассо (совм. с М. Семенцовой)
- Очень трогательная комбинация

## Книги
- Не дай умереть ребенку. Воспоминания киносценариста. М., 2010.